# Pedro Gómez de la Serna y Villacieros
Pedro Ramón Gómez de la Serna y Villacieros (Madrid, 14 de agosto de 1962) es un político español del Partido Popular.

## Biografía
Abogado y empresario, está casado y tiene tres hijos. Pertenece al Cuerpo Superior de Administradores Civiles del Estado desde 1989. Fue director del gabinete del ministro del Interior en tiempos de Jaime Mayor Oreja entre 2001 y 2002. Posteriormente ejerció los cargos de director general de la Administración Periférica del Estado en el Ministerio de Administraciones Públicas (2002-2003) y director de gabinete del vicepresidente segundo y ministro de la Presidencia, Javier Arenas, entre 2003 y 2004.
Fue elegido diputado por Segovia en las elecciones de 2011, que dieron paso a la X legislatura.
Para las elecciones de 2015 repitió como número dos en la lista del Partido Popular por Segovia. Poco después de anunciarse su candidatura, y dos semanas antes de los comicios, el diario El Mundo publicó informaciones según las cuales, supuestamente, Gómez de la Serna y el embajador Gustavo de Arístegui cobraron comisiones millonarias por lograr contratos públicos para empresas españolas en África y Latinoamérica.
Ante las informaciones reveladas, el Partido Popular procedió a abrir un expediente disciplinario a ambos y apartó a Gómez de la Serna de su campaña por Segovia. Pese a las presiones del partido para que Gómez de la Serna renunciara como candidato, este se mantuvo como tal y terminó resultando elegido el 20 de diciembre. El 28 de diciembre recogió su acta como diputado para la XI legislatura mediante un representante legal. El PP anunció poco después que no lo admitirá en su grupo parlamentario, por lo que debería integrarse en el grupo mixto. El 14 de enero de 2016, día de la sesión constitutiva de la XI legislatura del Congreso de los Diputados, solicitó su baja como militante del Partido Popular.  En abril de 2016, la Audiencia Nacional le imputa junto a Gustavo de Arístegui, por el supuesto cobro de comisiones ilegales a cambio de trabajos de intermediación para que empresas españolas obtuvieran contratos en el exterior.
En marzo de 2017, la justicia vuelve a imputarlo por el cobro de comisiones a través de una empresa pantalla irlandesa por la mediación con el gobierno de Argelia para la adjudicación de contratos en el caso Defex. Ese mismo año, se le incorporó también a la investigación del caso Púnica por el supuesto cobro de más de 150 000 euros en comisiones.
Más tarde, a finales del 2021, la justicia revoca el procesamiento por la trama de sobornos a funcionarios en Argelia, si bien, más tarde la Audiencia Nacional reabriría el caso a petición del fiscal anticorrupción.